# 分度器

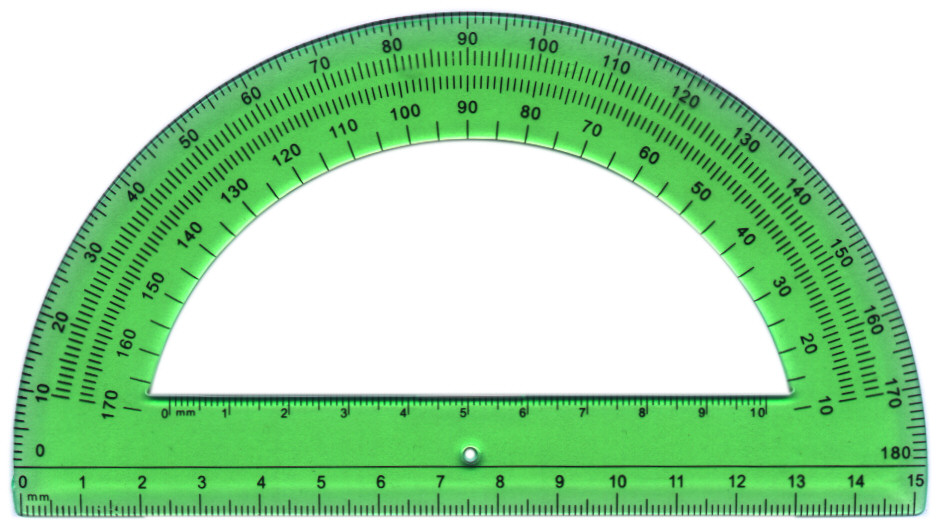
半円分度器

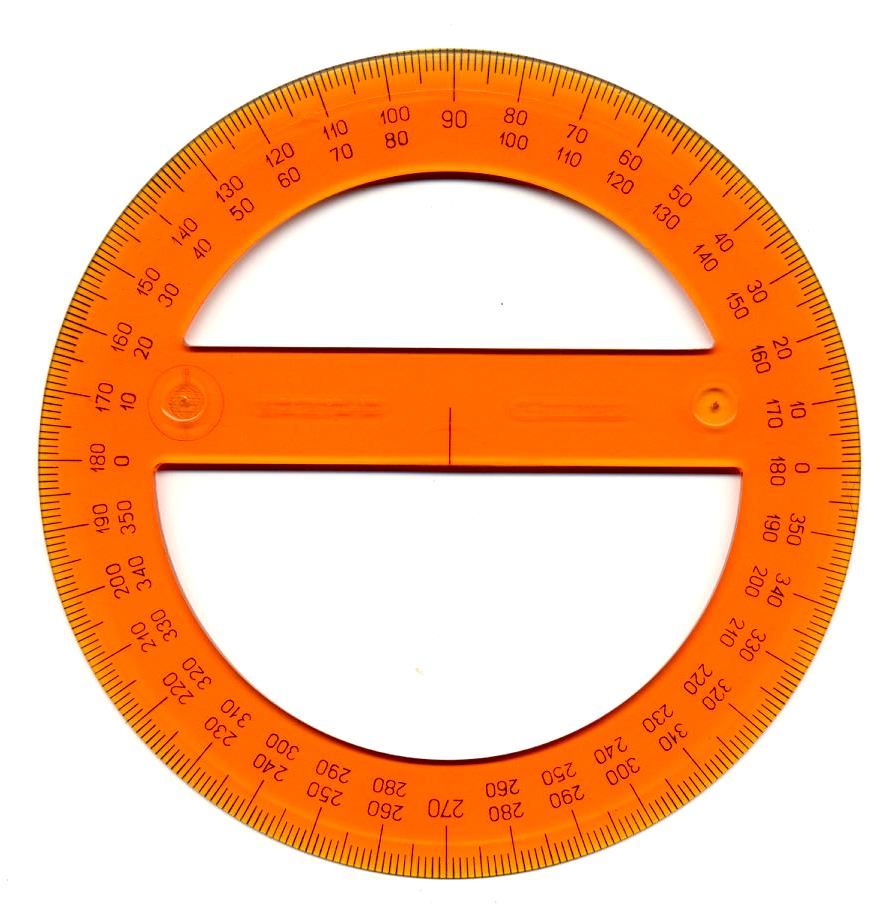
全円分度器

分度器（ぶんどき）は、角度を測定するために用いられる文房具である。

## 使用法
分度器は角度測定のために用いられる半円形もしくは全円形の器具で円弧上に角度が刻まれている。半円形の分度器が半円分度器、全円形の分度器が全円分度器である。前者は0度から180度まで、後者は360度まで目盛りが刻まれている。ただし優角（180度超の角）は必ず劣角（180度未満の角）を同時に形成するため、180度までしか目盛りのない半円分度器でも簡単な計算で180度を超える角を測定でき、計算の手間を省くために目盛りに180～360度の数値を同時に刻んでいるものが多い。
一般的に広く知られているのは平面視形が半円の半円分度器である。初等教育から用いられ、スーパーマーケットやホームセンター、コンビニエンスストアなどでも入手できる。半円の直径部分は定規として使うこともでき、長さが測れるよう目盛りを刻んでいることが多い。
全円分度器はもっぱら製図用であり文房具専門店でしか入手できないが、土地家屋調査士など作図試験のある資格があるため一定の需要が存在する。
分度器の材質は透明なプラスチックのほか、木製､アルミ､ステンレス､黄銅などの金属製のものもある。学校の授業では遠くからでも見えるように、また黒板やホワイトボードに大きく図を描くためにと、大型の分度器が使用される。

## 特殊な分度器
このほか特殊な分度器として、立体の角度を確認するための立体分度器、家相をみるための方位分度器、パッチワークに用いるパッチワーク用分度器などがある。
- 物の傾斜角を測定するときに用いる分度器
- グラード単位（1周400グラード）の分度器
- 三角定規兼用の分度器